# Кубок Кар'яла 2014
Кубок Кар'яла 2014 — міжнародний хокейний турнір у Фінляндії в рамках Єврохокейтуру, проходив 6—9 листопада 2014 року у Гельсінкі та один матч у шведському Лександі.

## Результати та таблиця
| 1. | Швеція    | ***      | 3:0 | 5:4 бул. | 4:3 бул. | 3 | 1 | 2 | 0 | 0 | 12:7  | 7 |
| 2. | Фінляндія | 0:3      | *** | 6:2      | 2:1      | 3 | 2 | 0 | 0 | 1 | 8:6   | 6 |
| 3. | Росія     | 4:5 бул. | 2:6 | ***      | 4:2      | 3 | 1 | 0 | 1 | 1 | 10:13 | 4 |
| 4. | Чехія     | 3:4 бул. | 1:2 | 2:4      | ***      | 3 | 0 | 0 | 1 | 2 | 6:10  | 1 |

М — підсумкове місце, І — матчі, В — перемоги, ВО — перемога по булітах (овертаймі), ПО — поразка по булітах (овертаймі), П — поразки, Ш — закинуті та пропущені шайби, О — очки

## Найкращі гравці турніру
| Воротар  | Генрік Карлссон |
| Захисник | Атте Охтямяя    |
| Нападник | Лінус Класен    |